# 3-idrossicicloesanone deidrogenasi
La 3-idrossicicloesanone deidrogenasi è un enzima appartenente alla classe delle ossidoreduttasi, che catalizza la seguente reazione:
3-idrossicicloesanone + accettore ⇄ cicloesano-1,3-dione + accettore ridotto
Il 2,6-dicloroindofenolo ed il blu di metilene possono agire da accettori.